# Korfu (by)
Korfu by ligger på øen Korfu, der er en af de 7 Ioniske Øer i Det Ioniske Hav vest for det græske fastland. Byen har 23.541 (2021) indbyggere.
Korfu Lufthavn ligger 2 kilometer syd fra centrum af Korfu by.

## Ekstern henvisning
- Wikimedia Commons har flere filer relateret til Korfu (by)

39°37′26″N 19°55′17″Ø / 39.6239°N 19.9214°Ø